# Nebka
Nebka vélhetően az óegyiptomi III. dinasztia egyik uralkodója, személye teljesen ismeretlen az egyiptológia számára. 

## Uralkodása
A név a Zavijet el-Arjan melletti déli, befejezetlen lépcsős piramisból került elő, de a leegyszerűsített, folyóírásos hieroglifák nehezen olvashatóak. A névolvasás további variációi szerint lehet Nebkaré vagy Neferkaré is. Manethón királylistájából talán az Akhész névvel azonosítható.
A személyazonosság lehetséges változatainak száma e homályos időszakban magas. Nebka lehetett egy számunkra ismeretlen uralkodó neve, aki elkezdte építeni a Kettévágott piramis[forrás?] néven ismert építményt. Ugyanakkor lehet azonosítani Szanaht vagy Haba személyével is, esetleg további lehetséges azonosítások is szóba jöhetnek, mivel a piramis közelében még Dzsedefré nevét is megtalálták.